# Roquelina Fandiño Reyes
Roquelina Fandiño Reyes (provincia de Cienfuegos, Cuba, 15 de agosto de 1968) es una Maestro Internacional Femenino de ajedrez.

## Palmarés
Fue una vez campeona de Cuba femenina de ajedrez en 1993 y fue ganadora del campeonato de Cuba juvenil femenino en 1989.